# Josef Esser (Politikwissenschaftler)
Josef Esser (* 12. April 1943 in Aachen-Laurensberg; † 3. März 2010  in Frankfurt am Main) war ein deutscher Politikwissenschaftler.

## Leben
Nachdem er von 1959 bis 1966 als Industriekaufmann tätig gewesen war, holte er 1967 sein Abitur am Abendgymnasium in Aachen nach. Anschließend studierte er von 1967 bis 1974 in Berlin und Konstanz Politikwissenschaft, Volkswirtschaft, Geschichte und Soziologie. Schließlich promovierte er 1974 zum Dr. rer. soc. an der Universität Konstanz. Daraufhin war er von 1974 bis 1981 wissenschaftlicher Assistent am Fachbereich Politik-/Verwaltungswissenschaft der Universität Konstanz. 
1981 habilitierte Esser an der sozialwissenschaftlichen Fakultät der Universität Konstanz für Politikwissenschaft. Seitdem war er Professor für Politikwissenschaft und politische Soziologie am Fachbereich Gesellschaftswissenschaften der Johann Wolfgang Goethe-Universität Frankfurt am Main. Von 1983/1984 sowie von 1995/1996 war er darüber hinaus Dekan des Fachbereichs.
Am 3. März 2010 verstarb Josef Esser im Alter von 66 Jahren nach schwerer Krankheit. Seine Urne wurde in seinem Geburtsort Aachen-Laurensberg beigesetzt.

## Wirken
Aufgrund seiner beruflichen Vergangenheit, in der er selbst Gewerkschaftsmitglied war, beschäftigt sich Josef Esser in seinen wissenschaftlichen Arbeiten hauptsächlich mit Gewerkschaften und ihrer Rolle in der aktuellen Arbeitswelt. Eines seiner bedeutendsten Werke in diesem Zusammenhang „Gewerkschaften in der Krise: Die Anpassung der deutschen Gewerkschaften an neue Weltmarktbedingungen“, das 1982 erschienen ist, befasst sich mit dem Verhältnis zwischen Gewerkschaften, Staat und Unternehmern. In diesem Zusammenhang stellt Esser die These auf, dass in Deutschland zwischen Unternehmern und Gewerkschaften eine historisch gewachsene Kompromissbereitschaft entstanden sei, die lediglich hin und wieder durch übertriebene Forderungen der Unternehmer gestört werde. Diese Zusammenarbeit bezeichnet er als „korporatistische Blockbildung“. Laut Esser seien deutsche Gewerkschaften eher als konfliktscheu einzustufen, da viele Angestellte nach der weltweiten Wirtschaftskrise in den siebziger Jahren zu große Angst vor dem Verlust des Arbeitsplatzes hatten.
Ein Jahr später veröffentlichte Esser zusammen mit Wolfgang Fach und Werner Väth das Buch Krisenregulierung – zur politischen Durchsetzung ökonomischer Zwänge (1983). Die Autoren stellen in dieser Publikation fest, dass durch die Konkurrenz am Weltmarkt Unternehmer gezwungen seien profitorientierter zu kalkulieren. Dadurch stünden die Gewerkschaften mit dem Rücken zur Wand und seien gezwungen der, wie Esser sie bezeichnet, „Logik des kleineren Übels“ zu folgen. Diese Kompromissbereitschaft seitens der Gewerkschafter führe jedoch dazu, dass die „Schraube“ immer fester angezogen würde, so dass es für die Gewerkschaftsmitglieder in der Folge nur noch ums nackte Überleben ginge.
Ein weiteres Werk mit dem Titel Soziale und ökonomische Konflikte in Standardisierungsprozessen verfasste Esser 1995 in Zusammenarbeit mit Gerd Fleischmann und Thomas Heimer. Esser behauptet dort, dass sich technologischer Fortschritt durch den Konkurrenzkampf am Weltmarkt ergebe und sich daher staatlich nicht regulieren lasse. Des Weiteren betrachtet die Forschungsgruppe technologischen Fortschritt als sozialen sowie politischen Prozess, da er direkte Auswirkungen auf Gesellschaft und Politik habe.
Auch die Medien wussten Essers langjährige Erfahrung zu nutzen und befragten ihn des Öfteren zu Gewerkschaftsthemen sowie jeglichen politischen Vorgängen, die Konsequenzen in der Arbeitswelt hervorrufen.

## Veröffentlichungen
- als Hrsg. mit Frieder Naschold und Werner Väth: Gesellschaftsplanung in kapitalistischen und sozialistischen Systemen. Gütersloh 1972.
- Einführung in die materialistische Staatsanalyse. Frankfurt am Main / New York 1975. Italienische Ausgabe: Per Un’Analisi Materialistica Dello Stato. Presentazione di Cesare Donati. Rom 1979.
- Gewerkschaften in der Krise. Die Anpassung der deutschen Gewerkschaften an neue Weltmarktbedingungen. Frankfurt am Main 1982.
- mit W. Fach und Werner Väth: Begleituntersuchung zum arbeitsmarktpolitischen Sonderprogramm der Bundesregierung für Problemregionen: Region Saarland. Forschungsbericht im Auftrag des Internationalen Instituts für Management und Verwaltung, Wissenschaftszentrums Berlin, Ms., Konstanz 1980, 139 Seiten.
- Krisenregulierung – Zur politischen Durchsetzung ökonomischer Zwänge. Frankfurt 1983 (gemeinsam mit W. Fach u. W. Väth).
- mit R. Staudhammer: Zwischen Gesundschrumpfen und Modernisieren – Industriepolitik in Krisensektoren. Reihe „Internationale Politik“ des Forschungsinstituts der Friedrich-Ebert-Stiftung, Bonn 1986.
- Die politische Ökonomie der Liebe. Frankfurt 1986 (gemeinsam mit A. Drescher und W. Fach).
- „...Stück für Stück verkauft“. Umbau der Bundespost – Folgen für die Beschäftigten, hrsg. von der Deutschen Postgewerkschaft, Bezirk Hessen, Frankfurt 1988 (gemeinsam mit T. Allwin u. a.)
- als Hrsg. mit G. Fleischmann: Technikentwicklung als sozialer Prozeß. Bedingungen, Ziele und Folgen der Technikgestaltung und Formen der Technikbewertung. Symposium der Interdisziplinären Arbeitsgruppe Technikforschung (IATF) der Johann Wolfgang Goethe-Universität Frankfurt am Main. Frankfurt am Main 1989, 10.–12. Dezember 1987.
- mit Christoph Görg und Joachim Hirsch: Politik, Institutionen und Staat. Zur Kritik der Regulationstheorie. Hamburg 1994.
- als Hrsg. mit Gerd Fleischmann und Thomas Heimer:  Soziale und ökonomische Konflikte in Standardisierungsprozessen. Frankfurt am Main / New York 1995.
- mit Boy Lüthje und Ronald Noppe: Europäische Telekommunikation im Zeitalter der Deregulierung – Infrastruktur im Umbruch. Münster 1997.
- mit Gerd Fleischmann und Thomas Heimer: Soziale Schließung im Prozeß der Technologieentwicklung – Leitbild, Paradigma, Standard. Frankfurt am Main / New York 1998.
- mit Eike W. Schamp:kMetropolitane Region in der Vernetzung – Der Fall Frankfurt/Rhein-Main. Frankfurt am Main / New York 2001.